# Мала Фатра
Мала Фатра (слч. Malá Fatra) је планински масив у северозападном делу централне Словачке и припада Фатранско-татранској области западних Карпата. Пружа се од Турчијанске котлине и Оравске врховине, на западу, до Жилинске котлине и Кисућке врховине на истоку, а подељена је реком Вах тј. Стречнианским теснацом на два дела, Криванску и Лучанску Малу Фатру. Највиши врх масива је Велики Кривањ (1.709 m нмв) у криванском делу, док је највиши врх јужног дела, Велика Лука (1.475 m нмв). По својој структури, Мала Фатра представља један велики крашки објекат. Кривански део масива је заштићен као НП Мала Фатра, док се широм планине налази читав низ малих области под посебном заштитом.

## Туристичке атракције
Највећи водопад на планини је Шутовски, са слободним падом од 38 метара, а још једна од њених природних атракција је Дјерови поток, који је својим током створио систем кањона, водопада и каскада. Стречниански теснац на Ваху, који дели Малу Фатру на два дела, дугачак је 12 километара и у њему се налазе рушевине две тврђаве (Стречно и Стари Град), које су у прошлости надзирале пролаз њиме.
На Малој Фатри се налази неколико скијашких центара, Вратна долина, Штефанова и Мартинске холе. Друге туристичке дестинације су село Терхова, у коме је рођен словачки народни јунак, Јурај Јаношик, као и Зазрива, у којој се прави корбацики, посебна врста овчијег сира.

## Врхови на Малој Фатри
Већи врхови на Криванској Малој Фатри су:
- Велики Кривањ (1 708,7 m нмв)
- Мали Кривањ (1 670,9 m нмв)
- Хлеб (1 645,6 m нмв)

- Хромове (1 636 m нмв)
- Велики Розсутец (1 610 m нмв)
- Пекелник (1 609 m нмв)
- Стох (1 607 m нмв)
- Стењи - (јужни врх 1 572 m нмв, северни врх 1 535 m нмв)
- Стратенец (1 513 m нмв)
- Полудњови груњ (1 460 m нмв)
- Сухи (1 428 m нмв)
- Мали Розсутец (1 344 m нмв)

Већи врхови на Лучанској Малој Фатри су:
- Велика Лука (1 475 m нмв)
- Ветерње (1 441,6 m нмв)
- Минчол (1 364 m нмв)
- Кљак (1 351 m нмв)
- Уплаз (1 301 m нмв)
- Хнилицка Кичера (1 217,6 m нмв)
- Козол (1 119 m нмв)